# João Francisco Bráz
João Francisco Bráz (São Paulo, 25 de noviembre de 1920) es un exjugador de baloncesto brasileño. Fue medalla de bronce con Brasil en los Juegos Olímpicos de Londres 1948.